# Flèche wallonne féminine 2023
Cet article concerne l'édition féminine de la Flèche wallonne. Pour la course masculine, voir Flèche wallonne 2023.
La 26e édition de la Flèche wallonne féminine a lieu le 19 avril 2023. C'est une épreuve de l'UCI World Tour féminin 2023. Elle est remportée par la Néerlandaise Demi Vollering qui réalise le doublé avec l'Amstel Gold Race. L'Allemande Liane Lippert termine deuxième et l'Italienne Gaia Realini qui, à 21 ans seulement, complète le podium.   

## Équipes
| UCI Women's WorldTeams (14)- Canyon-SRAM Racing - Team DSM - EF Education-TIBCO-SVB - FDJ-Suez - Fenix-Deceuninck - Human Powered Health - Israel-Premier Tech Roland - Team Jumbo-Visma - Movistar Team - SD Worx - Trek-Segafredo - Team Jayco AlUla - UAE Team ADQ - Uno-X Pro Cycling Team Équipes féminines continentales (9)- AG Insurance - Soudal Quick-Step Team - Cofidis - Coop-Hitec Products - Duolar-Chevalmeire - Lifeplus Wahoo - Lotto Dstny Ladies - Parkhotel Valkenburg - St Michel-Mavic-Auber93 - Zaaf Cycling Team |
| |

## Parcours
Le parcours part de Huy, puis passe par la Côte de Bohissau, côte qui n'a plus été empruntée depuis 2016. Il arrive ensuite sur un circuit comprenant la Côte d'Ereffe, celle de Côte de Cherave et le mur de Huy. Ce circuit est effectué deux fois. L'arrivée est jugée lors du troisième passage du Mur de Huy.
Huit côtes sont répertoriées pour cette édition :
| Num | Nom              | km    | Longueur (m) | Pente moyenne | km de l'arrivée |
| --- | ---------------- | ----- | ------------ | ------------- | --------------- |
| 1   | Côte de Bohissau | 40,4  |              |               | 91,1            |
| 2   | Mur de Huy       | 57    | 1 300        | 9,6 %         | 74,5            |
| 3   | Côte d'Ereffe    | 75,8  | 2 100        | 5 %           | 55,7            |
| 4   | Côte de Cherave  | 88,6  | 1 300        | 8,1 %         | 42,9            |
| 5   | Mur de Huy       | 94,2  | 1 300        | 9,6 %         | 37,3            |
| 6   | Côte d'Ereffe    | 113   | 2 100        | 5 %           | 18,5            |
| 7   | Côte de Cherave  | 125,8 | 1 300        | 8,1 %         | 5,7             |
| 8   | Mur de Huy       | 131,5 | 1 300        | 9,6 %         | 0               |

## Favorites
La vainqueur sortante, Marta Cavalli, est d'une forme incertaine après un abandon sur l'Amstel Gold Race. Celle-ci a été remportée par Demi Vollering qui fait figure de favorite. Gaia Realini semble avoir les qualités requises pour briller sur cette classique. Elisa Longo Borghini, Annemiek van Vleuten ou Silvia Persico font également figure d'outsider.

## Récit de la course
La première échappée est constituée de : Caroline Andersson et Antri Christoforou. Elles sont rejointes par Rachel Neylan et Ella Harris dans la première ascension du mur de Huy. Elles sont néanmoins reprises dans la côte de Cherave au kilomètre quarante-quatre. Dans la seconde ascension du mur, Annemiek van Vleuten accélère. Elle emmène avec elle Katarzyna Niewiadoma et Ashleigh Moolman-Pasio. Elisa Longo Borghini rejoint ce groupe. Derrière, SD Worx avec Marlen Reusser mène la poursuite. L'écart ne dépasse pas quinze seconde. Demi Vollering place une accélération qui permet de provoquer le regroupement. Amanda Spratt contre. Elle obtient une avance d'une minute. Justine Ghekiere, Ricarda Bauernfeind et Erica Magnaldi partent en poursuite, mais ne peuvent rejoindre l'Australienne. La Movistar et la SD Worx reprennent les intercalées à douze kilomètres de l'arrivée. Dans la dernière montée de la côte de Cherave, Demi Vollering place une attaque. Elle est suivie par : Katarzyna Niewiadoma, Élise Chabbey, Mavi Garcia, Liane Lippert, Elisa Longo Borghini, Ashleigh Moolman-Pasio, Silvia Persico, Gaia Realini, Annemiek van Vleuten et Veronica Ewers. Ce groupe ne coopère pas. Dans l'ultime difficulté, Demi Vollering mène dès la flamme rouge. Elle mène un rythme élevé. Niewiadoma la suit au début, mais est doublée par Mavi Garcia et Liane Lippert. Vollering s'impose. Plus loin, Liane Lippert est deuxième tandis Gaia Realini prend la troisième place après avoir doublé Garcia à soixante-quinze mètres de l'arrivée.

## Classements

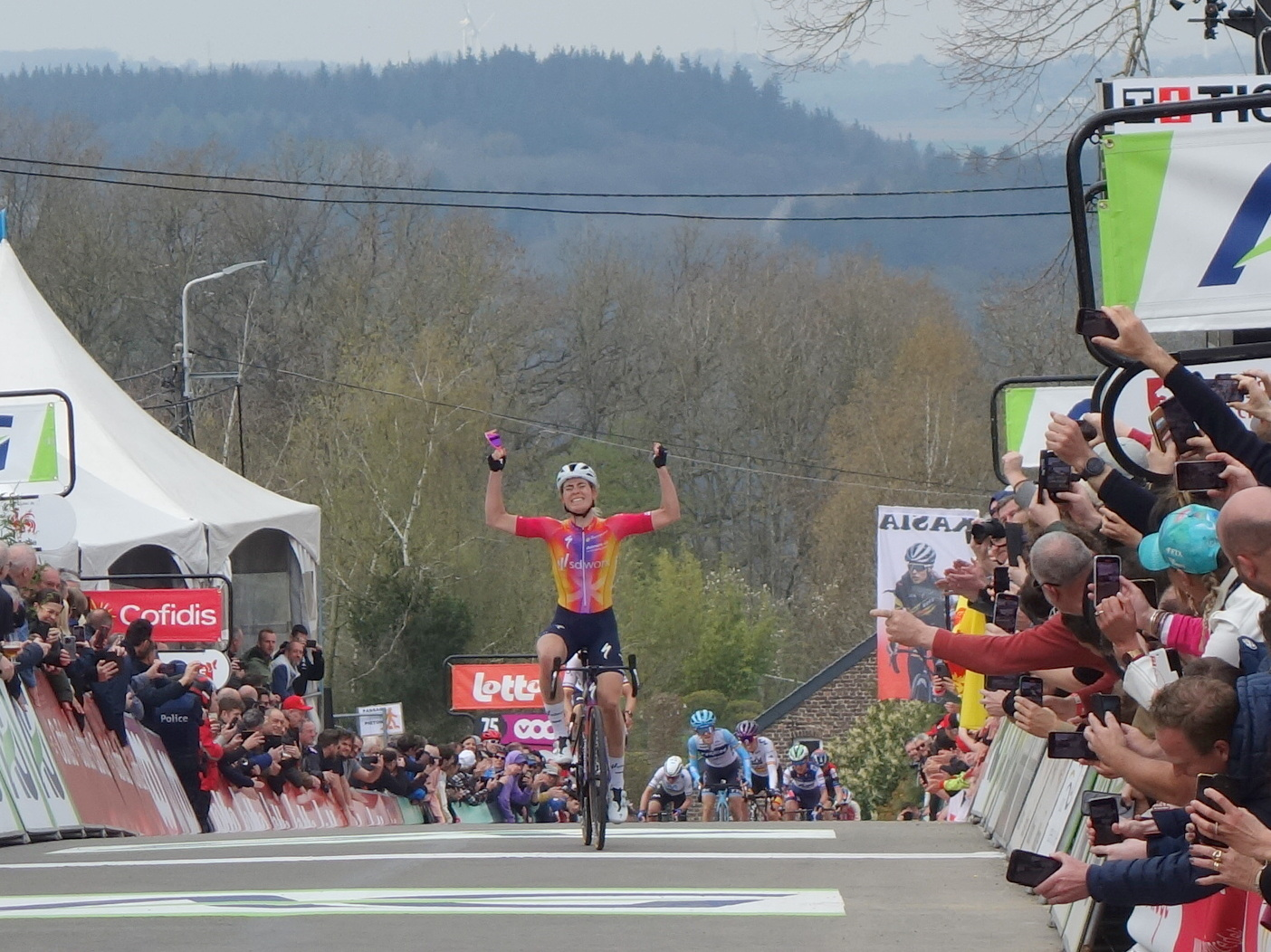
Victoire de Vollering

### Classement final
| \| Classement général \| Classement général \| Classement général \| Classement général \| Classement général \| \| Coureuse \| Coureuse \| Pays \| Équipe \| Temps \| \| ------------------ \| -------------------- \| ------------------ \| ------------------------------ \| ------------------ \| \| 1re \| Demi Vollering \| Pays-Bas \| SD Worx \| 3 h 29 min 25 s \| \| 2e \| Liane Lippert \| Allemagne \| Movistar Team \| + 3 s \| \| 3e \| Gaia Realini \| Italie \| Trek-Segafredo \| + 7 s \| \| 4e \| Mavi García \| Espagne \| Liv Racing TeqFind \| + 10 s \| \| 5e \| Évita Muzic \| France \| FDJ-Suez \| + 10 s \| \| 6e \| Ashleigh Moolman \| Afrique du Sud \| AG Insurance-Soudal Quick-Step \| + 10 s \| \| 7e \| Annemiek van Vleuten \| Pays-Bas \| Movistar Team \| + 10 s \| \| 8e \| Silvia Persico \| Italie \| UAE Team ADQ \| + 16 s \| \| 9e \| Elise Chabbey \| Suisse \| Canyon-SRAM Racing \| + 16 s \| \| 10e \| Yara Kastelijn \| Pays-Bas \| Fenix-Deceuninck \| + 16 s \| |                      |                |                                |                 |
| |                      |                |                                |                 |
| |                      |                |                                |                 |
| Classement général |                      |                |                                |                 |
| Coureuse | Coureuse             | Pays           | Équipe                         | Temps           |
| 1re | Demi Vollering       | Pays-Bas       | SD Worx                        | 3 h 29 min 25 s |
| 2e | Liane Lippert        | Allemagne      | Movistar Team                  | + 3 s           |
| 3e | Gaia Realini         | Italie         | Trek-Segafredo                 | + 7 s           |
| 4e | Mavi García          | Espagne        | Liv Racing TeqFind             | + 10 s          |
| 5e | Évita Muzic          | France         | FDJ-Suez                       | + 10 s          |
| 6e | Ashleigh Moolman     | Afrique du Sud | AG Insurance-Soudal Quick-Step | + 10 s          |
| 7e | Annemiek van Vleuten | Pays-Bas       | Movistar Team                  | + 10 s          |
| 8e | Silvia Persico       | Italie         | UAE Team ADQ                   | + 16 s          |
| 9e | Elise Chabbey        | Suisse         | Canyon-SRAM Racing             | + 16 s          |
| 10e | Yara Kastelijn       | Pays-Bas       | Fenix-Deceuninck               | + 16 s          |

### UCI World Tour

#### Points attribués
| Position           | 1er | 2e  | 3e  | 4e  | 5e  | 6e  | 7e  | 8e  | 9e | 10e | 11e | 12e | 13e | 14e | 15e | 16e à 20e | 21e à 30e | 31e à 40e |
| Classement général | 400 | 320 | 260 | 220 | 180 | 140 | 120 | 100 | 80 | 68  | 56  | 48  | 40  | 32  | 28  | 24        | 16        | 8         |

| Classement par points | Classement par points | Classement par points | Classement par points | Classement par points |
| Coureuse              | Coureuse              | Pays                  | Équipe                | Points                |
| --------------------- | --------------------- | --------------------- | --------------------- | --------------------- |
| 1re                   | Lotte Kopecky         | Belgique              | SD Worx               | 1560 pts              |
| 2e                    | Demi Vollering        | Pays-Bas              | SD Worx               | 1544 pts              |
| 3e                    | Lorena Wiebes         | Pays-Bas              | SD Worx               | 1164 pts              |
| 4e                    | Pfeiffer Georgi       | Royaume-Uni           | Team DSM              | 1014 pts              |
| 5e                    | Elisa Balsamo         | Italie                | Trek-Segafredo        | 876 pts               |
| 6e                    | Elisa Longo Borghini  | Italie                | Trek-Segafredo        | 852 pts               |
| 7e                    | Silvia Persico        | Italie                | UAE Team ADQ          | 830 pts               |
| 8e                    | Shirin van Anrooij    | Pays-Bas              | Trek-Segafredo        | 804 pts               |
| 9e                    | Amanda Spratt         | Australie             | Trek-Segafredo        | 762 pts               |
| 10e                   | Grace Brown           | Australie             | FDJ-Suez              | 758 pts               |

| Classement par points | Classement par points | Classement par points | Classement par points | Classement par points |
| Coureuse              | Coureuse              | Pays                  | Équipe                | Points                |
| --------------------- | --------------------- | --------------------- | --------------------- | --------------------- |
| 1re                   | Lotte Kopecky         | Belgique              | SD Worx               | 1560 pts              |
| 2e                    | Demi Vollering        | Pays-Bas              | SD Worx               | 1544 pts              |
| 3e                    | Lorena Wiebes         | Pays-Bas              | SD Worx               | 1164 pts              |
| 4e                    | Pfeiffer Georgi       | Royaume-Uni           | Team DSM              | 1014 pts              |
| 5e                    | Elisa Balsamo         | Italie                | Trek-Segafredo        | 876 pts               |
| 6e                    | Elisa Longo Borghini  | Italie                | Trek-Segafredo        | 852 pts               |
| 7e                    | Silvia Persico        | Italie                | UAE Team ADQ          | 830 pts               |
| 8e                    | Shirin van Anrooij    | Pays-Bas              | Trek-Segafredo        | 804 pts               |
| 9e                    | Amanda Spratt         | Australie             | Trek-Segafredo        | 762 pts               |
| 10e                   | Grace Brown           | Australie             | FDJ-Suez              | 758 pts               |

| Classement du meilleur jeune | Classement du meilleur jeune | Classement du meilleur jeune | Classement du meilleur jeune | Classement du meilleur jeune |
| Coureuse                     | Coureuse                     | Pays                         | Équipe                       | Points                       |
| ---------------------------- | ---------------------------- | ---------------------------- | ---------------------------- | ---------------------------- |
| 1re                          | Shirin van Anrooij           | Pays-Bas                     | Trek-Segafredo               | 24 pts                       |
| 2e                           | Maike van der Duin           | Pays-Bas                     | Canyon-SRAM Racing           | 22 pts                       |
| 3e                           | Gaia Realini                 | Italie                       | Trek-Segafredo               | 14 pts                       |

| Classement du meilleur jeune | Classement du meilleur jeune | Classement du meilleur jeune | Classement du meilleur jeune | Classement du meilleur jeune |
| Coureuse                     | Coureuse                     | Pays                         | Équipe                       | Points                       |
| ---------------------------- | ---------------------------- | ---------------------------- | ---------------------------- | ---------------------------- |
| 1re                          | Shirin van Anrooij           | Pays-Bas                     | Trek-Segafredo               | 24 pts                       |
| 2e                           | Maike van der Duin           | Pays-Bas                     | Canyon-SRAM Racing           | 22 pts                       |
| 3e                           | Gaia Realini                 | Italie                       | Trek-Segafredo               | 14 pts                       |

| Classement par équipes aux points | Classement par équipes aux points | Classement par équipes aux points | Classement par équipes aux points |
| Équipe                            | Équipe                            | Pays                              | Points                            |
| --------------------------------- | --------------------------------- | --------------------------------- | --------------------------------- |
| 1re                               | SD Worx                           | Pays-Bas                          | 5411 pts                          |
| 2e                                | Trek-Segafredo                    | États-Unis                        | 4284 pts                          |
| 3e                                | Canyon-SRAM Racing                | Allemagne                         | 2942 pts                          |
| 4e                                | FDJ-Suez                          | France                            | 2849 pts                          |
| 5e                                | Team DSM                          | Pays-Bas                          | 2327 pts                          |
| 6e                                | UAE Team ADQ                      | Émirats arabes unis               | 1992 pts                          |
| 7e                                | Movistar Team                     | Espagne                           | 1745 pts                          |
| 8e                                | Fenix-Deceuninck                  | Belgique                          | 1346 pts                          |
| 9e                                | EF Education-TIBCO-SVB            | États-Unis                        | 1336 pts                          |
| 10e                               | Uno-X Pro Cycling Team            | Norvège                           | 1279 pts                          |

| Classement par équipes aux points | Classement par équipes aux points | Classement par équipes aux points | Classement par équipes aux points |
| Équipe                            | Équipe                            | Pays                              | Points                            |
| --------------------------------- | --------------------------------- | --------------------------------- | --------------------------------- |
| 1re                               | SD Worx                           | Pays-Bas                          | 5411 pts                          |
| 2e                                | Trek-Segafredo                    | États-Unis                        | 4284 pts                          |
| 3e                                | Canyon-SRAM Racing                | Allemagne                         | 2942 pts                          |
| 4e                                | FDJ-Suez                          | France                            | 2849 pts                          |
| 5e                                | Team DSM                          | Pays-Bas                          | 2327 pts                          |
| 6e                                | UAE Team ADQ                      | Émirats arabes unis               | 1992 pts                          |
| 7e                                | Movistar Team                     | Espagne                           | 1745 pts                          |
| 8e                                | Fenix-Deceuninck                  | Belgique                          | 1346 pts                          |
| 9e                                | EF Education-TIBCO-SVB            | États-Unis                        | 1336 pts                          |
| 10e                               | Uno-X Pro Cycling Team            | Norvège                           | 1279 pts                          |

## Liste des participants
| Légende | Légende                                                                    | Légende | Légende                                                    |
| ------- | -------------------------------------------------------------------------- | ------- | ---------------------------------------------------------- |
| Num     | Dossard de départ porté par le coureur sur cette Flèche wallonne féminine  | Pos     | Position à l'arrivée de la course                          |
|         | Indique un maillot de champion national ou mondial, suivi de sa spécialité | NP      | Indique un coureur qui n'a pas pris le départ de la course |
| AB      | Indique un coureur qui n'a pas terminé la course                           | HD      | Indique un coureur qui a terminé la course hors des délais |

| FDJ-Suez FST | FDJ-Suez FST                | FDJ-Suez FST |
| ------------ | --------------------------- | ------------ |
| Num          | Coureuse                    | Pos          |
| 1            | Marta Cavalli (ITA)         | 79e          |
| 2            | Loes Adegeest (NED)         | 28e          |
| 3            | Stine Borgli (NOR)          | 92e          |
| 4            | Cecilie Uttrup Ludwig (DEN) | 72e          |
| 5            | Évita Muzic (FRA)           | 5e           |
| 6            | Jade Wiel (FRA)             | 65e          |

| Movistar Team MOV | Movistar Team MOV          | Movistar Team MOV |
| ----------------- | -------------------------- | ----------------- |
| Num               | Coureuse                   | Pos               |
| 11                | Annemiek van Vleuten (NED) | 7e                |
| 12                | Jelena Erić (SRB)          | 82e               |
| 13                | Liane Lippert (GER)        | 2e                |
| 14                | Floortje Mackaij (NED)     | 29e               |
| 15                | Paula Patiño (COL)         | 44e               |
| 16                | Arlenis Sierra (CUB)       | 66e               |

| SD Worx SDW | SD Worx SDW              | SD Worx SDW |
| ----------- | ------------------------ | ----------- |
| Num         | Coureuse                 | Pos         |
| 21          | Demi Vollering (NED)     | 1re         |
| 22          | Mischa Bredewold (NED)   | 36e         |
| 23          | Elena Cecchini (ITA)     | 87e         |
| 24          | Niamh Fisher-Black (NZL) | 30e         |
| 25          | Marlen Reusser (SUI)     | 57e         |

| AG Insurance-Soudal Quick-Step AGS | AG Insurance-Soudal Quick-Step AGS | AG Insurance-Soudal Quick-Step AGS |
| ---------------------------------- | ---------------------------------- | ---------------------------------- |
| Num                                | Coureuse                           | Pos                                |
| 31                                 | Ashleigh Moolman (RSA)             | 6e                                 |
| 32                                 | Mireia Benito (ESP)                | 63e                                |
| 33                                 | Maaike Boogaard (NED)              | AB                                 |
| 34                                 | Justine Ghekiere (BEL)             | 19e                                |
| 35                                 | Anya Louw (AUS)                    | 102e                               |
| 36                                 | Gaia Masetti (ITA)                 | 62e                                |

| Lotto Dstny Ladies LDL | Lotto Dstny Ladies LDL     | Lotto Dstny Ladies LDL |
| ---------------------- | -------------------------- | ---------------------- |
| Num                    | Coureuse                   | Pos                    |
| 41                     | Mijntje Geurts (NED)       | 21e                    |
| 42                     | Wilma Aintila (FIN)        | 109e                   |
| 43                     | Fauve Bastiaenssen (BEL)   | 104e                   |
| 44                     | Esmée Gielkens (BEL)       | 85e                    |
| 45                     | Marla Sigmund (GER)        | AB                     |
| 46                     | Quinty van de Guchte (NED) | 59e                    |

| Liv Racing TeqFind LIV | Liv Racing TeqFind LIV   | Liv Racing TeqFind LIV |
| ---------------------- | ------------------------ | ---------------------- |
| Num                    | Coureuse                 | Pos                    |
| 51                     | Mavi García (ESP)        | 4e                     |
| 52                     | Caroline Andersson (SWE) | 83e                    |
| 53                     | Katia Ragusa (ITA)       | 93e                    |
| 54                     | Silke Smulders (NED)     | 103e                   |
| 55                     | Sabrina Stultiens (NED)  | 91e                    |
| 56                     | Quinty Ton (NED)         | 74e                    |

| Trek-Segafredo TFS | Trek-Segafredo TFS         | Trek-Segafredo TFS |
| ------------------ | -------------------------- | ------------------ |
| Num                | Coureuse                   | Pos                |
| 61                 | Elisa Longo Borghini (ITA) | 17e                |
| 62                 | Lucinda Brand (NED)        | AB                 |
| 63                 | Lizzie Deignan (GBR)       | 88e                |
| 64                 | Gaia Realini (ITA)         | 3e                 |
| 65                 | Amanda Spratt (AUS)        | 46e                |
| 66                 | Shirin van Anrooij (NED)   | 15e                |

| Canyon-SRAM Racing CSR | Canyon-SRAM Racing CSR     | Canyon-SRAM Racing CSR |
| ---------------------- | -------------------------- | ---------------------- |
| Num                    | Coureuse                   | Pos                    |
| 71                     | Katarzyna Niewiadoma (POL) | 11e                    |
| 72                     | Ricarda Bauernfeind (GER)  | 13e                    |
| 73                     | Neve Bradbury (AUS)        | AB                     |
| 74                     | Elise Chabbey (SUI)        | 9e                     |
| 75                     | Soraya Paladin (ITA)       | 56e                    |
| 76                     | Pauliena Rooijakkers (NED) | 58e                    |

| Team DSM DSM | Team DSM DSM              | Team DSM DSM |
| ------------ | ------------------------- | ------------ |
| Num          | Coureuse                  | Pos          |
| 81           | Juliette Labous (FRA)     | 12e          |
| 82           | Eleonora Ciabocco (ITA)   | 32e          |
| 83           | Léa Curinier (FRA)        | 105e         |
| 84           | Églantine Rayer (FRA)     | 106e         |
| 85           | Anna van der Meiden (NED) | AB           |
| 86           | Nienke Vinke (NED)        | 34e          |

| UAE Team ADQ UAD | UAE Team ADQ UAD       | UAE Team ADQ UAD |
| ---------------- | ---------------------- | ---------------- |
| Num              | Coureuse               | Pos              |
| 91               | Silvia Persico (ITA)   | 8e               |
| 92               | Alena Amialiusik (BLR) | 42e              |
| 93               | Olivia Baril (CAN)     | 64e              |
| 94               | Mikayla Harvey (NZL)   | 35e              |
| 95               | Alena Ivanchenko (RUS) | 31e              |
| 96               | Erica Magnaldi (ITA)   | 22e              |

| EF Education-TIBCO-SVB TIB | EF Education-TIBCO-SVB TIB    | EF Education-TIBCO-SVB TIB |
| -------------------------- | ----------------------------- | -------------------------- |
| Num                        | Coureuse                      | Pos                        |
| 101                        | Kristabel Doebel-Hickok (USA) | 75e                        |
| 102                        | Veronica Ewers (USA)          | 14e                        |
| 103                        | Kathrin Hammes (GER)          | 70e                        |
| 104                        | Sara Poidevin (CAN)           | AB                         |
| 105                        | Magdeleine Vallieres (CAN)    | 80e                        |
| 106                        | Georgia Williams (NZL)        | 55e                        |

| Team Jumbo-Visma TJV | Team Jumbo-Visma TJV   | Team Jumbo-Visma TJV |
| -------------------- | ---------------------- | -------------------- |
| Num                  | Coureuse               | Pos                  |
| 111                  | Teuntje Beekhuis (NED) | 81e                  |
| 112                  | Kim Cadzow (NZL)       | 67e                  |
| 113                  | Maud Oudeman (NED)     | 107e                 |
| 114                  | Rosita Reijnhout (NED) | 96e                  |
| 115                  | Noemi Rüegg (SUI)      | 47e                  |
| 116                  | Eva van Agt (NED)      | 18e                  |

| Fenix-Deceuninck FED | Fenix-Deceuninck FED     | Fenix-Deceuninck FED |
| -------------------- | ------------------------ | -------------------- |
| Num                  | Coureuse                 | Pos                  |
| 121                  | Yara Kastelijn (NED)     | 10e                  |
| 122                  | Millie Couzens (GBR)     | AB                   |
| 123                  | Greta Marturano (ITA)    | 26e                  |
| 124                  | Petra Stiasny (SUI)      | 39e                  |
| 125                  | Julie Van de Velde (BEL) | 45e                  |
| 126                  | Sophie Wright (GBR)      | 73e                  |

| Team Jayco AlUla BEX | Team Jayco AlUla BEX      | Team Jayco AlUla BEX |
| -------------------- | ------------------------- | -------------------- |
| Num                  | Coureuse                  | Pos                  |
| 131                  | Kristen Faulkner (USA)    | AB                   |
| 132                  | Ingvild Gåskjenn (NOR)    | 24e                  |
| 133                  | Alexandra Manly (AUS)     | 77e                  |
| 134                  | Ruby Roseman-Gannon (AUS) | 78e                  |
| 135                  | Ane Santesteban (ESP)     | 76e                  |
| 136                  | Urška Žigart (SLO)        | 43e                  |

| Uno-X Pro Cycling Team UXT | Uno-X Pro Cycling Team UXT  | Uno-X Pro Cycling Team UXT |
| -------------------------- | --------------------------- | -------------------------- |
| Num                        | Coureuse                    | Pos                        |
| 141                        | Anouska Koster (NED)        | 20e                        |
| 142                        | Elinor Barker (GBR)         | 16e                        |
| 143                        | Marte Berg Edseth (NOR)     | 100e                       |
| 144                        | Hannah Ludwig (GER)         | 60e                        |
| 145                        | Wilma Olausson (SWE)        | AB                         |
| 146                        | Mie Bjørndal Ottestad (NOR) | 68e                        |

| Cofidis COF | Cofidis COF                   | Cofidis COF |
| ----------- | ----------------------------- | ----------- |
| Num         | Coureuse                      | Pos         |
| 151         | Rachel Neylan (AUS)           | 52e         |
| 152         | Morgane Coston (FRA)          | 69e         |
| 153         | Séverine Eraud (FRA)          | AB          |
| 154         | Špela Kern (SLO)              | 90e         |
| 155         | Clara Koppenburg (GER)        | 23e         |
| 156         | Gabrielle Pilote Fortin (CAN) | AB          |

| Human Powered Health HPW | Human Powered Health HPW | Human Powered Health HPW |
| ------------------------ | ------------------------ | ------------------------ |
| Num                      | Coureuse                 | Pos                      |
| 161                      | Nina Buysman (NED)       | 39e                      |
| 162                      | Henrietta Christie (NZL) | AB                       |
| 163                      | Ántri Christofórou (CYP) | AB                       |
| 164                      | Barbara Malcotti (ITA)   | 89e                      |
| 165                      | Marit Raaijmakers (NED)  | 61e                      |
| 166                      | Eri Yonamine (JPN)       | 54e                      |

| Israel-Premier Tech Roland CGS | Israel-Premier Tech Roland CGS | Israel-Premier Tech Roland CGS |
| ------------------------------ | ------------------------------ | ------------------------------ |
| Num                            | Coureuse                       | Pos                            |
| 171                            | Claire Steels (GBR)            | AB                             |
| 172                            | Tamara Dronova (RUS)           | 99e                            |
| 173                            | Nathalie Eklund (SWE)          | AB                             |
| 174                            | Anna Kiesenhofer (AUT)         | 71e                            |
| 175                            | Elena Pirrone (ITA)            | AB                             |
| 176                            | Elizabeth Stannard (AUS)       | 33e                            |

| Parkhotel Valkenburg PHV | Parkhotel Valkenburg PHV | Parkhotel Valkenburg PHV |
| ------------------------ | ------------------------ | ------------------------ |
| Num                      | Coureuse                 | Pos                      |
| 181                      | Femke Gerritse (NED)     | 37e                      |
| 182                      | Nicole Frain (AUS)       | AB                       |
| 183                      | Pien Limpens (NED)       | 101e                     |
| 184                      | Laura Molenaar (NED)     | AB                       |
| 185                      | Meis Poland (NED)        | AB                       |

| Lifeplus Wahoo DRP | Lifeplus Wahoo DRP       | Lifeplus Wahoo DRP |
| ------------------ | ------------------------ | ------------------ |
| Num                | Coureuse                 | Pos                |
| 191                | Ella Harris (NZL)        | 25e                |
| 192                | Maria Novolodskaya (RUS) | 111e               |
| 193                | Kate Richardson (GBR)    | AB                 |
| 194                | Karin Söderqvist (SWE)   | AB                 |
| 195                | Margaux Vigié (FRA)      | AB                 |
| 196                | Ella Wyllie (NZL)        | 27e                |

| Coop-Hitec Products HPU | Coop-Hitec Products HPU       | Coop-Hitec Products HPU |
| ----------------------- | ----------------------------- | ----------------------- |
| Num                     | Coureuse                      | Pos                     |
| 201                     | Sigrid Ytterhus Haugset (NOR) | 51e                     |
| 202                     | Stine Dale (NOR)              | 95e                     |
| 203                     | India Grangier (FRA)          | 98e                     |
| 204                     | Tiril Jørgensen (NOR)         | 108e                    |
| 205                     | Josie Nelson (GBR)            | 110e                    |

| Duolar-Chevalmeire DCH | Duolar-Chevalmeire DCH | Duolar-Chevalmeire DCH |
| ---------------------- | ---------------------- | ---------------------- |
| Num                    | Coureuse               | Pos                    |
| 211                    | Olha Kulynych (UKR)    | 49e                    |
| 212                    | Jana Dobbelaere (BEL)  | AB                     |
| 213                    | Andrea Martinez (MEX)  | AB                     |
| 214                    | Taneal Otto (RSA)      | AB                     |
| 215                    | Lotte Popelier (BEL)   | AB                     |

| Zaaf Cycling Team ZAF | Zaaf Cycling Team ZAF       | Zaaf Cycling Team ZAF |
| --------------------- | --------------------------- | --------------------- |
| Num                   | Coureuse                    | Pos                   |
| 221                   | Nikola Nosková (CZE)        | 53e                   |
| 222                   | Eva Anguela (ESP)           | AB                    |
| 223                   | Danielle De Francesco (AUS) | 50e                   |
| 224                   | Marta Romance (ESP)         | 97e                   |
| 225                   | Debora Silvestri (ITA)      | 86e                   |
| 226                   | Emanuela Zanetti (ITA)      | AB                    |

| St Michel-Mavic-Auber 93 AUB | St Michel-Mavic-Auber 93 AUB | St Michel-Mavic-Auber 93 AUB |
| ---------------------------- | ---------------------------- | ---------------------------- |
| Num                          | Coureuse                     | Pos                          |
| 231                          | Dilyxine Miermont (FRA)      | 84e                          |
| 232                          | Sandrine Bideau (FRA)        | AB                           |
| 233                          | Simone Boilard (CAN)         | 94e                          |
| 234                          | Coralie Demay (FRA)          | 48e                          |
| 235                          | Camille Fahy (FRA)           | 41e                          |
| 236                          | Olivia Onesti (FRA)          | 40e                          |

| FDJ-Suez FST | FDJ-Suez FST                | FDJ-Suez FST |
| ------------ | --------------------------- | ------------ |
| Num          | Coureuse                    | Pos          |
| 1            | Marta Cavalli (ITA)         | 79e          |
| 2            | Loes Adegeest (NED)         | 28e          |
| 3            | Stine Borgli (NOR)          | 92e          |
| 4            | Cecilie Uttrup Ludwig (DEN) | 72e          |
| 5            | Évita Muzic (FRA)           | 5e           |
| 6            | Jade Wiel (FRA)             | 65e          |

| Movistar Team MOV | Movistar Team MOV          | Movistar Team MOV |
| ----------------- | -------------------------- | ----------------- |
| Num               | Coureuse                   | Pos               |
| 11                | Annemiek van Vleuten (NED) | 7e                |
| 12                | Jelena Erić (SRB)          | 82e               |
| 13                | Liane Lippert (GER)        | 2e                |
| 14                | Floortje Mackaij (NED)     | 29e               |
| 15                | Paula Patiño (COL)         | 44e               |
| 16                | Arlenis Sierra (CUB)       | 66e               |

| SD Worx SDW | SD Worx SDW              | SD Worx SDW |
| ----------- | ------------------------ | ----------- |
| Num         | Coureuse                 | Pos         |
| 21          | Demi Vollering (NED)     | 1re         |
| 22          | Mischa Bredewold (NED)   | 36e         |
| 23          | Elena Cecchini (ITA)     | 87e         |
| 24          | Niamh Fisher-Black (NZL) | 30e         |
| 25          | Marlen Reusser (SUI)     | 57e         |

| AG Insurance-Soudal Quick-Step AGS | AG Insurance-Soudal Quick-Step AGS | AG Insurance-Soudal Quick-Step AGS |
| ---------------------------------- | ---------------------------------- | ---------------------------------- |
| Num                                | Coureuse                           | Pos                                |
| 31                                 | Ashleigh Moolman (RSA)             | 6e                                 |
| 32                                 | Mireia Benito (ESP)                | 63e                                |
| 33                                 | Maaike Boogaard (NED)              | AB                                 |
| 34                                 | Justine Ghekiere (BEL)             | 19e                                |
| 35                                 | Anya Louw (AUS)                    | 102e                               |
| 36                                 | Gaia Masetti (ITA)                 | 62e                                |

| Lotto Dstny Ladies LDL | Lotto Dstny Ladies LDL     | Lotto Dstny Ladies LDL |
| ---------------------- | -------------------------- | ---------------------- |
| Num                    | Coureuse                   | Pos                    |
| 41                     | Mijntje Geurts (NED)       | 21e                    |
| 42                     | Wilma Aintila (FIN)        | 109e                   |
| 43                     | Fauve Bastiaenssen (BEL)   | 104e                   |
| 44                     | Esmée Gielkens (BEL)       | 85e                    |
| 45                     | Marla Sigmund (GER)        | AB                     |
| 46                     | Quinty van de Guchte (NED) | 59e                    |

| Liv Racing TeqFind LIV | Liv Racing TeqFind LIV   | Liv Racing TeqFind LIV |
| ---------------------- | ------------------------ | ---------------------- |
| Num                    | Coureuse                 | Pos                    |
| 51                     | Mavi García (ESP)        | 4e                     |
| 52                     | Caroline Andersson (SWE) | 83e                    |
| 53                     | Katia Ragusa (ITA)       | 93e                    |
| 54                     | Silke Smulders (NED)     | 103e                   |
| 55                     | Sabrina Stultiens (NED)  | 91e                    |
| 56                     | Quinty Ton (NED)         | 74e                    |

| Trek-Segafredo TFS | Trek-Segafredo TFS         | Trek-Segafredo TFS |
| ------------------ | -------------------------- | ------------------ |
| Num                | Coureuse                   | Pos                |
| 61                 | Elisa Longo Borghini (ITA) | 17e                |
| 62                 | Lucinda Brand (NED)        | AB                 |
| 63                 | Lizzie Deignan (GBR)       | 88e                |
| 64                 | Gaia Realini (ITA)         | 3e                 |
| 65                 | Amanda Spratt (AUS)        | 46e                |
| 66                 | Shirin van Anrooij (NED)   | 15e                |

| Canyon-SRAM Racing CSR | Canyon-SRAM Racing CSR     | Canyon-SRAM Racing CSR |
| ---------------------- | -------------------------- | ---------------------- |
| Num                    | Coureuse                   | Pos                    |
| 71                     | Katarzyna Niewiadoma (POL) | 11e                    |
| 72                     | Ricarda Bauernfeind (GER)  | 13e                    |
| 73                     | Neve Bradbury (AUS)        | AB                     |
| 74                     | Elise Chabbey (SUI)        | 9e                     |
| 75                     | Soraya Paladin (ITA)       | 56e                    |
| 76                     | Pauliena Rooijakkers (NED) | 58e                    |

| Team DSM DSM | Team DSM DSM              | Team DSM DSM |
| ------------ | ------------------------- | ------------ |
| Num          | Coureuse                  | Pos          |
| 81           | Juliette Labous (FRA)     | 12e          |
| 82           | Eleonora Ciabocco (ITA)   | 32e          |
| 83           | Léa Curinier (FRA)        | 105e         |
| 84           | Églantine Rayer (FRA)     | 106e         |
| 85           | Anna van der Meiden (NED) | AB           |
| 86           | Nienke Vinke (NED)        | 34e          |

| UAE Team ADQ UAD | UAE Team ADQ UAD       | UAE Team ADQ UAD |
| ---------------- | ---------------------- | ---------------- |
| Num              | Coureuse               | Pos              |
| 91               | Silvia Persico (ITA)   | 8e               |
| 92               | Alena Amialiusik (BLR) | 42e              |
| 93               | Olivia Baril (CAN)     | 64e              |
| 94               | Mikayla Harvey (NZL)   | 35e              |
| 95               | Alena Ivanchenko (RUS) | 31e              |
| 96               | Erica Magnaldi (ITA)   | 22e              |

| EF Education-TIBCO-SVB TIB | EF Education-TIBCO-SVB TIB    | EF Education-TIBCO-SVB TIB |
| -------------------------- | ----------------------------- | -------------------------- |
| Num                        | Coureuse                      | Pos                        |
| 101                        | Kristabel Doebel-Hickok (USA) | 75e                        |
| 102                        | Veronica Ewers (USA)          | 14e                        |
| 103                        | Kathrin Hammes (GER)          | 70e                        |
| 104                        | Sara Poidevin (CAN)           | AB                         |
| 105                        | Magdeleine Vallieres (CAN)    | 80e                        |
| 106                        | Georgia Williams (NZL)        | 55e                        |

| Team Jumbo-Visma TJV | Team Jumbo-Visma TJV   | Team Jumbo-Visma TJV |
| -------------------- | ---------------------- | -------------------- |
| Num                  | Coureuse               | Pos                  |
| 111                  | Teuntje Beekhuis (NED) | 81e                  |
| 112                  | Kim Cadzow (NZL)       | 67e                  |
| 113                  | Maud Oudeman (NED)     | 107e                 |
| 114                  | Rosita Reijnhout (NED) | 96e                  |
| 115                  | Noemi Rüegg (SUI)      | 47e                  |
| 116                  | Eva van Agt (NED)      | 18e                  |

| Fenix-Deceuninck FED | Fenix-Deceuninck FED     | Fenix-Deceuninck FED |
| -------------------- | ------------------------ | -------------------- |
| Num                  | Coureuse                 | Pos                  |
| 121                  | Yara Kastelijn (NED)     | 10e                  |
| 122                  | Millie Couzens (GBR)     | AB                   |
| 123                  | Greta Marturano (ITA)    | 26e                  |
| 124                  | Petra Stiasny (SUI)      | 39e                  |
| 125                  | Julie Van de Velde (BEL) | 45e                  |
| 126                  | Sophie Wright (GBR)      | 73e                  |

| Team Jayco AlUla BEX | Team Jayco AlUla BEX      | Team Jayco AlUla BEX |
| -------------------- | ------------------------- | -------------------- |
| Num                  | Coureuse                  | Pos                  |
| 131                  | Kristen Faulkner (USA)    | AB                   |
| 132                  | Ingvild Gåskjenn (NOR)    | 24e                  |
| 133                  | Alexandra Manly (AUS)     | 77e                  |
| 134                  | Ruby Roseman-Gannon (AUS) | 78e                  |
| 135                  | Ane Santesteban (ESP)     | 76e                  |
| 136                  | Urška Žigart (SLO)        | 43e                  |

| Uno-X Pro Cycling Team UXT | Uno-X Pro Cycling Team UXT  | Uno-X Pro Cycling Team UXT |
| -------------------------- | --------------------------- | -------------------------- |
| Num                        | Coureuse                    | Pos                        |
| 141                        | Anouska Koster (NED)        | 20e                        |
| 142                        | Elinor Barker (GBR)         | 16e                        |
| 143                        | Marte Berg Edseth (NOR)     | 100e                       |
| 144                        | Hannah Ludwig (GER)         | 60e                        |
| 145                        | Wilma Olausson (SWE)        | AB                         |
| 146                        | Mie Bjørndal Ottestad (NOR) | 68e                        |

| Cofidis COF | Cofidis COF                   | Cofidis COF |
| ----------- | ----------------------------- | ----------- |
| Num         | Coureuse                      | Pos         |
| 151         | Rachel Neylan (AUS)           | 52e         |
| 152         | Morgane Coston (FRA)          | 69e         |
| 153         | Séverine Eraud (FRA)          | AB          |
| 154         | Špela Kern (SLO)              | 90e         |
| 155         | Clara Koppenburg (GER)        | 23e         |
| 156         | Gabrielle Pilote Fortin (CAN) | AB          |

| Human Powered Health HPW | Human Powered Health HPW | Human Powered Health HPW |
| ------------------------ | ------------------------ | ------------------------ |
| Num                      | Coureuse                 | Pos                      |
| 161                      | Nina Buysman (NED)       | 39e                      |
| 162                      | Henrietta Christie (NZL) | AB                       |
| 163                      | Ántri Christofórou (CYP) | AB                       |
| 164                      | Barbara Malcotti (ITA)   | 89e                      |
| 165                      | Marit Raaijmakers (NED)  | 61e                      |
| 166                      | Eri Yonamine (JPN)       | 54e                      |

| Israel-Premier Tech Roland CGS | Israel-Premier Tech Roland CGS | Israel-Premier Tech Roland CGS |
| ------------------------------ | ------------------------------ | ------------------------------ |
| Num                            | Coureuse                       | Pos                            |
| 171                            | Claire Steels (GBR)            | AB                             |
| 172                            | Tamara Dronova (RUS)           | 99e                            |
| 173                            | Nathalie Eklund (SWE)          | AB                             |
| 174                            | Anna Kiesenhofer (AUT)         | 71e                            |
| 175                            | Elena Pirrone (ITA)            | AB                             |
| 176                            | Elizabeth Stannard (AUS)       | 33e                            |

| Parkhotel Valkenburg PHV | Parkhotel Valkenburg PHV | Parkhotel Valkenburg PHV |
| ------------------------ | ------------------------ | ------------------------ |
| Num                      | Coureuse                 | Pos                      |
| 181                      | Femke Gerritse (NED)     | 37e                      |
| 182                      | Nicole Frain (AUS)       | AB                       |
| 183                      | Pien Limpens (NED)       | 101e                     |
| 184                      | Laura Molenaar (NED)     | AB                       |
| 185                      | Meis Poland (NED)        | AB                       |

| Lifeplus Wahoo DRP | Lifeplus Wahoo DRP       | Lifeplus Wahoo DRP |
| ------------------ | ------------------------ | ------------------ |
| Num                | Coureuse                 | Pos                |
| 191                | Ella Harris (NZL)        | 25e                |
| 192                | Maria Novolodskaya (RUS) | 111e               |
| 193                | Kate Richardson (GBR)    | AB                 |
| 194                | Karin Söderqvist (SWE)   | AB                 |
| 195                | Margaux Vigié (FRA)      | AB                 |
| 196                | Ella Wyllie (NZL)        | 27e                |

| Coop-Hitec Products HPU | Coop-Hitec Products HPU       | Coop-Hitec Products HPU |
| ----------------------- | ----------------------------- | ----------------------- |
| Num                     | Coureuse                      | Pos                     |
| 201                     | Sigrid Ytterhus Haugset (NOR) | 51e                     |
| 202                     | Stine Dale (NOR)              | 95e                     |
| 203                     | India Grangier (FRA)          | 98e                     |
| 204                     | Tiril Jørgensen (NOR)         | 108e                    |
| 205                     | Josie Nelson (GBR)            | 110e                    |

| Duolar-Chevalmeire DCH | Duolar-Chevalmeire DCH | Duolar-Chevalmeire DCH |
| ---------------------- | ---------------------- | ---------------------- |
| Num                    | Coureuse               | Pos                    |
| 211                    | Olha Kulynych (UKR)    | 49e                    |
| 212                    | Jana Dobbelaere (BEL)  | AB                     |
| 213                    | Andrea Martinez (MEX)  | AB                     |
| 214                    | Taneal Otto (RSA)      | AB                     |
| 215                    | Lotte Popelier (BEL)   | AB                     |

| Zaaf Cycling Team ZAF | Zaaf Cycling Team ZAF       | Zaaf Cycling Team ZAF |
| --------------------- | --------------------------- | --------------------- |
| Num                   | Coureuse                    | Pos                   |
| 221                   | Nikola Nosková (CZE)        | 53e                   |
| 222                   | Eva Anguela (ESP)           | AB                    |
| 223                   | Danielle De Francesco (AUS) | 50e                   |
| 224                   | Marta Romance (ESP)         | 97e                   |
| 225                   | Debora Silvestri (ITA)      | 86e                   |
| 226                   | Emanuela Zanetti (ITA)      | AB                    |

| St Michel-Mavic-Auber 93 AUB | St Michel-Mavic-Auber 93 AUB | St Michel-Mavic-Auber 93 AUB |
| ---------------------------- | ---------------------------- | ---------------------------- |
| Num                          | Coureuse                     | Pos                          |
| 231                          | Dilyxine Miermont (FRA)      | 84e                          |
| 232                          | Sandrine Bideau (FRA)        | AB                           |
| 233                          | Simone Boilard (CAN)         | 94e                          |
| 234                          | Coralie Demay (FRA)          | 48e                          |
| 235                          | Camille Fahy (FRA)           | 41e                          |
| 236                          | Olivia Onesti (FRA)          | 40e                          |